# Twierdzenie Plancherela
Twierdzenie Plancherela – twierdzenie z zakresu analizy harmonicznej, udowodnione przez Michela Plancherela w 1910 roku. Głosi ono, że istnieje odwzorowanie {\displaystyle F:L^{2}\to L^{2}} o następujących własnościach:
- dla {\displaystyle f\in L^{1}\cap L^{2},} jest {\displaystyle F(f)={\hat {f}}(\omega )={\frac {1}{\sqrt {2\pi }}}\int _{-\infty }^{\infty }f(x)\,e^{-i\omega x}\,dx}
- dla dowolnej {\displaystyle f} jest {\displaystyle \|f\|_{2}=\|{\hat {f}}\|_{2}}
- {\displaystyle F} jest izometrią przestrzeni {\displaystyle L^{2}} na siebie
- jeśli {\displaystyle \varphi _{A}(\omega )={\frac {1}{\sqrt {2\pi }}}\int _{-A}^{A}f(x)\,e^{-i\omega x}\,dx} oraz {\displaystyle \vartheta _{A}(x)={\frac {1}{\sqrt {2\pi }}}\int _{-A}^{A}{\hat {f}}(x)\,e^{i\omega x}\,d\omega ,}

to {\displaystyle \|\varphi _{A}-{\hat {f}}\|_{2}\to 0} oraz {\displaystyle \|\vartheta _{A}-f\|_{2}\to 0} przy {\displaystyle A\to \infty .}
Przekształcenie {\displaystyle F} określa transformatę Fouriera (Fouriera-Plancherela) na przestrzeni {\displaystyle L^{2}.} Na podprzestrzeni {\displaystyle L^{1}\cap L^{2}} jest to klasyczna transformata Fouriera funkcji całkowalnej. Ostatni podpunkt wskazuje metodę rozszerzenia transformaty i transformaty odwrotnej na całą {\displaystyle L^{2}.}